# Граве (місто)

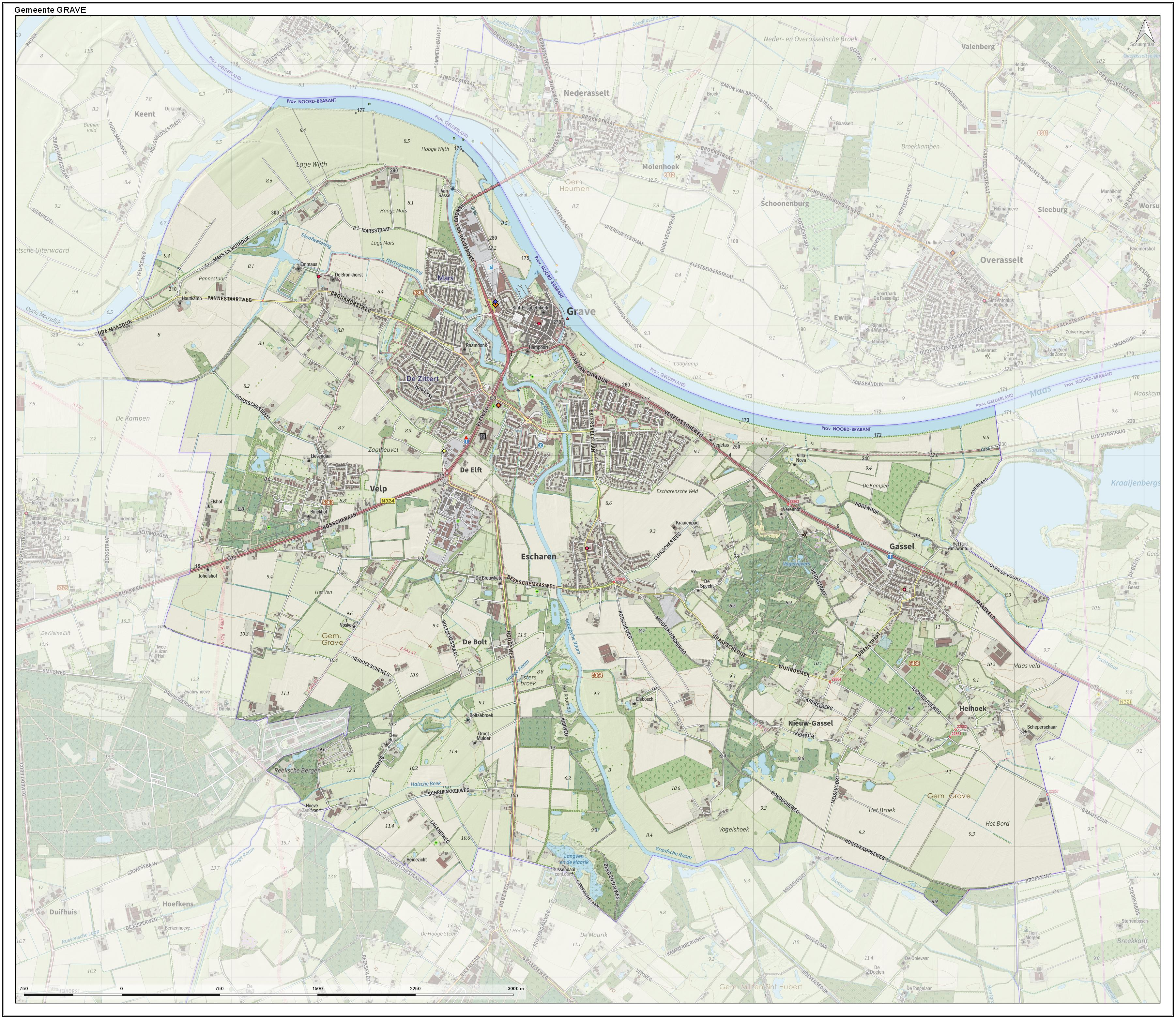
Карта колишньої громади Граве, 2015

Граве (Нідерландською: [ˈɣraːvə] ( прослухати); раніше Де Грааф) — місто та колишній муніципалітет у нідерландській провінції Північний Брабант. У 2021 колишній муніципалітет мав населення 12,486. Граве є членом Нідерландської асоціації укріплених міст.
Колишня громада включала наступні міста: Граве (центр громади), Велп, Есхарен і Гассель. 1 січня 2022 року Граве, Боксмер, Кейк, Мілл-ен-Сінт-Губерт і Сінт-Антоніс об'єдналися в новий муніципалітет Ланд-ван-Кейк.

## Історія
Міські права Граве отримало в 1233 році.
Колишній муніципалітет Граве був утворений в епоху Наполеона (1810), збігаючись кордонами з фортецею Граве та її найближчими околицями. Таким чином історія міста була пов'язана з історією цього місця.
Це змінилося у 1942 році. Потім відбулася рекласифікація, де муніципалітет Граве було розширено шляхом входження до нього муніципалітетів Велп і Есхарен. Крім того, у 1994 році сусідній муніципалітет Бірс було скасовано, а його частина (а саме парафія Гассель), також була додана до муніципалітету Граве.

## Пам'ятки
Поруч з Граве лежить міст, що має назву Джон С. Томпсонбруг, побудований у 1929 році. Це північне сполучення з Гелдерландом, що охоплює річку Маас. Міст був одним із ключових стратегічних пунктів операції «Маркет-Гарден»; місто було звільнено 17 вересня 1944 року, зазнавши при цьому незначних руйнувань. Міст був названий у 2004 році на честь лейтенанта Джона С. Томпсона, командувача взводом 82-ї повітрянодесантної дивізії, яка захопила міст.
Гампурт — це старий в'їзд до міста, який досі майже не пошкоджений і відкритий до відвідування.

## Уродженці

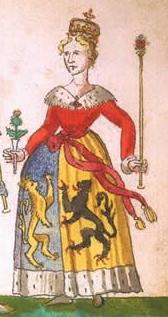
Марія Гельдернська

### Дворянство
- Марія Гельдернська (прибл. 1434—1463) — королева-консорт Шотландії, дружина короля Якова II Шотландського, була регентом Шотландії з 1460 по 1463 рік.
- Адольф, герцог Гельдернський (1438—1477) — герцог Гелдернський і граф Зютфена 1465—1471.
- Карл II, герцог Гельдернський (1467—1538) — член дому Егмондів, герцог Гелдерський і граф Зютфена з 1492 до 1538 р.
- Анна ван Егмонт (1533—1558) — багата нідерландська спадкоємиця, перша дружина Вільгельма Мовчазного, принца Оранського.
- Луїза ван дер Нот (1630-ті–1654) — фрейліна та фаворитка шведської королеви Христини.

### Інші
- Йоганн Вейєр (1515—1588) — нідерландський лікар, окультист і демонолог, учень і послідовник Генріха Корнелія Агріппи.
- Шарль де Тьєррі (1793—1864) — авантюрист у Новій Зеландії.
- Ян Пітер ван Сухтелен (1751—1836) — генерал російської армії під час російсько-шведської війни (1808—1809).
- Йохан Штайн (1871—1951) — нідерландський астроном і член Товариства Ісуса.

## Зображення

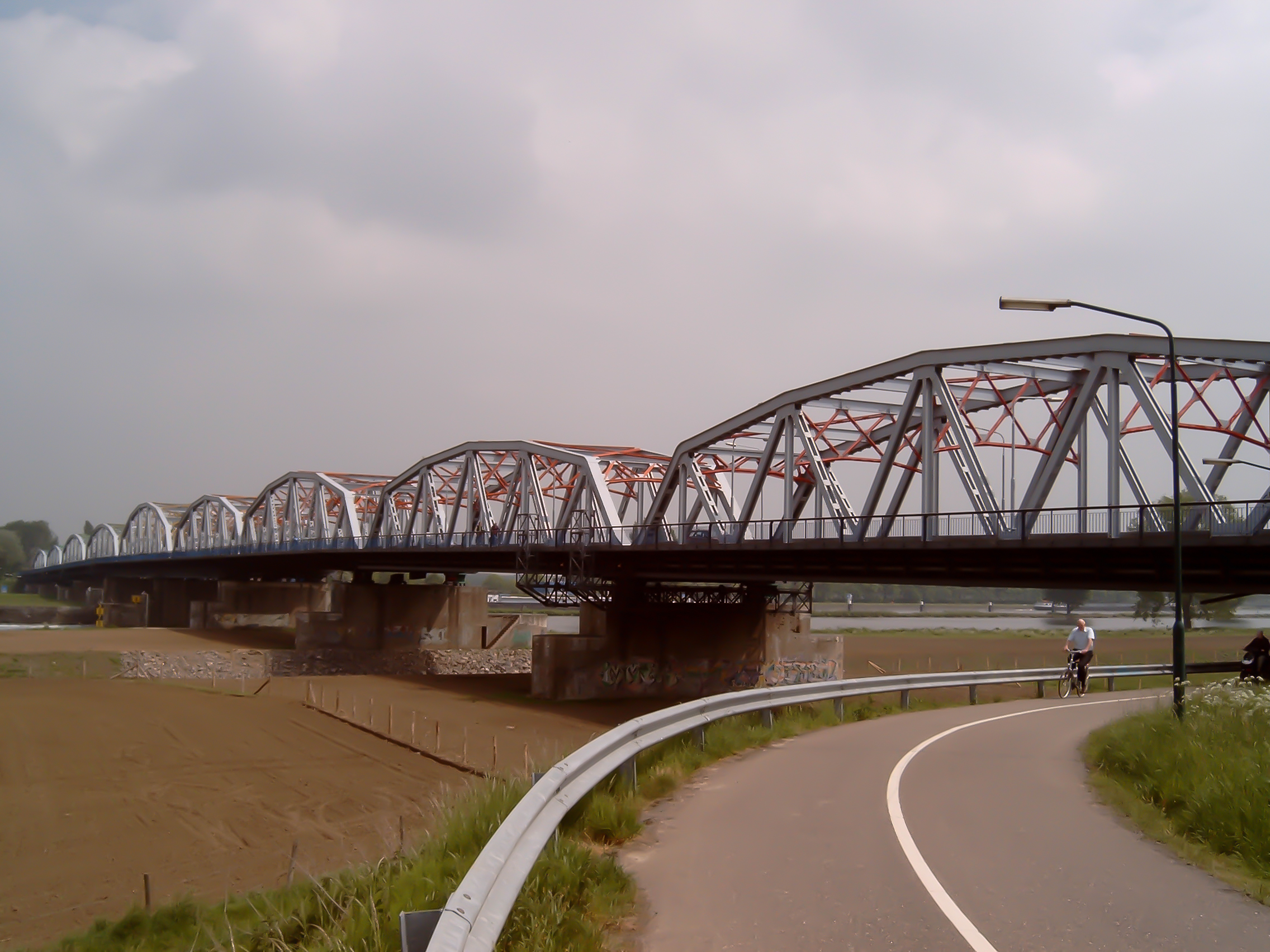
Міст Джон С. Томпсонбруг
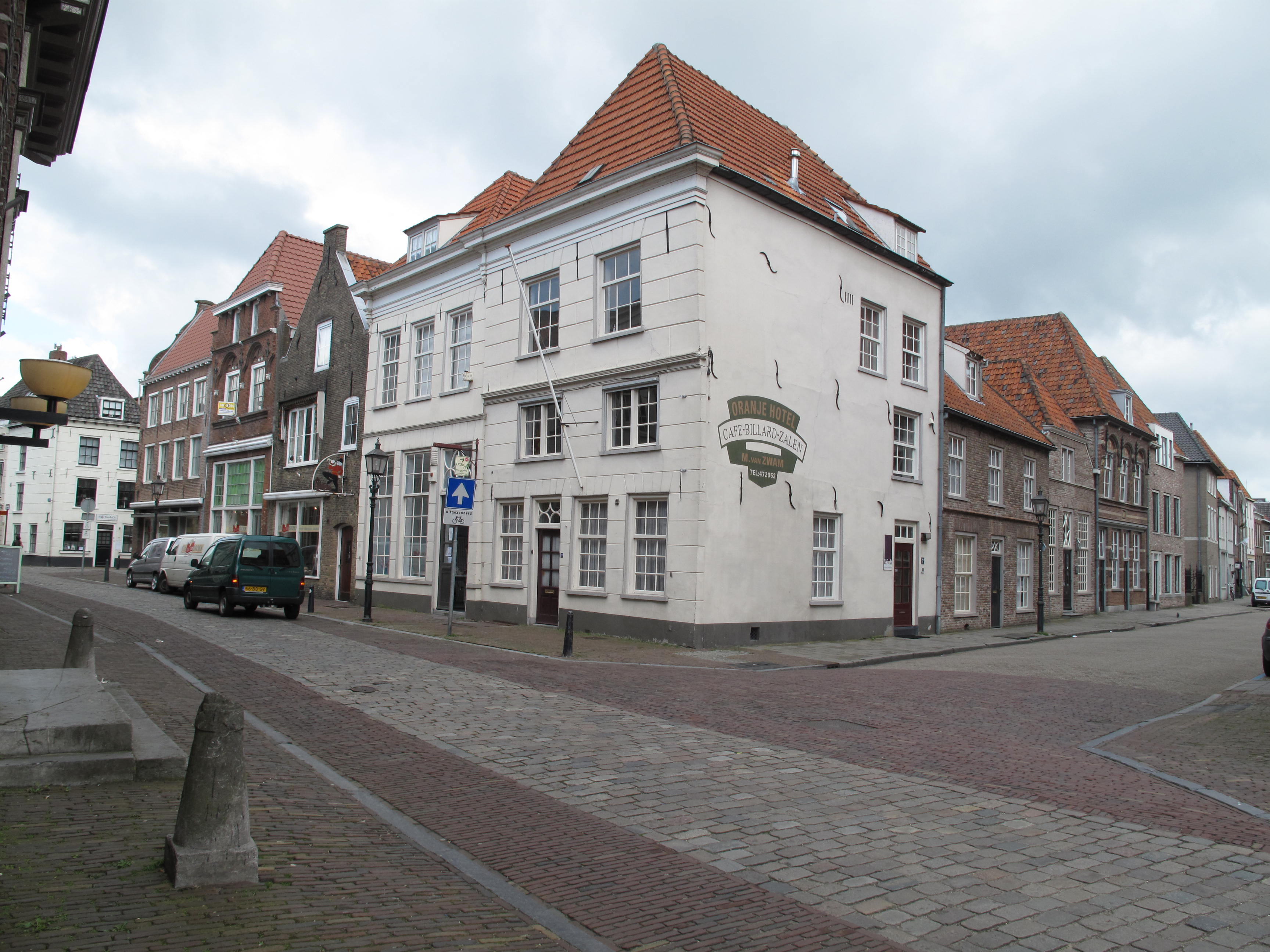
Будинки в центрі міста
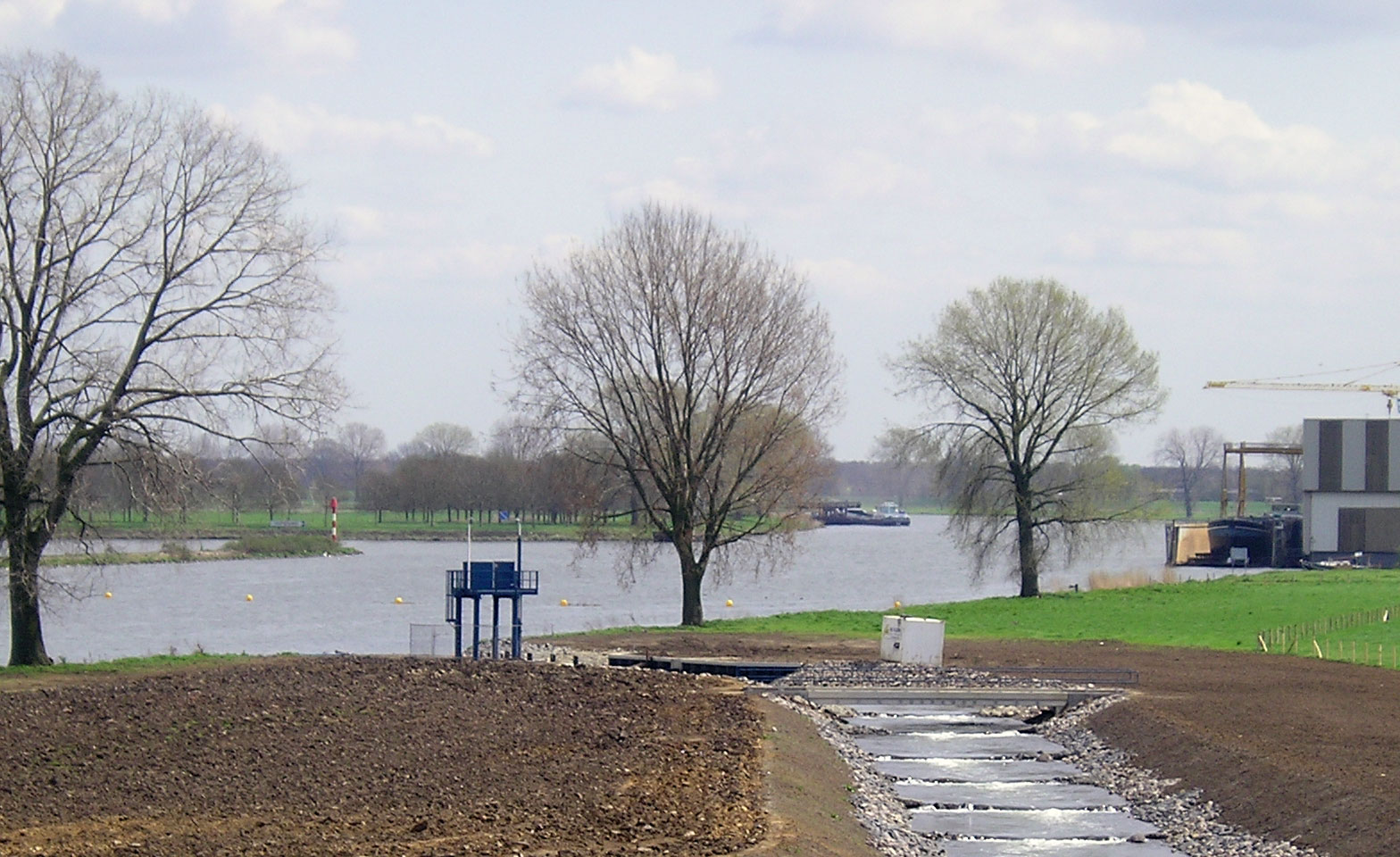
Рибопропускна споруда і суднобудівна верф
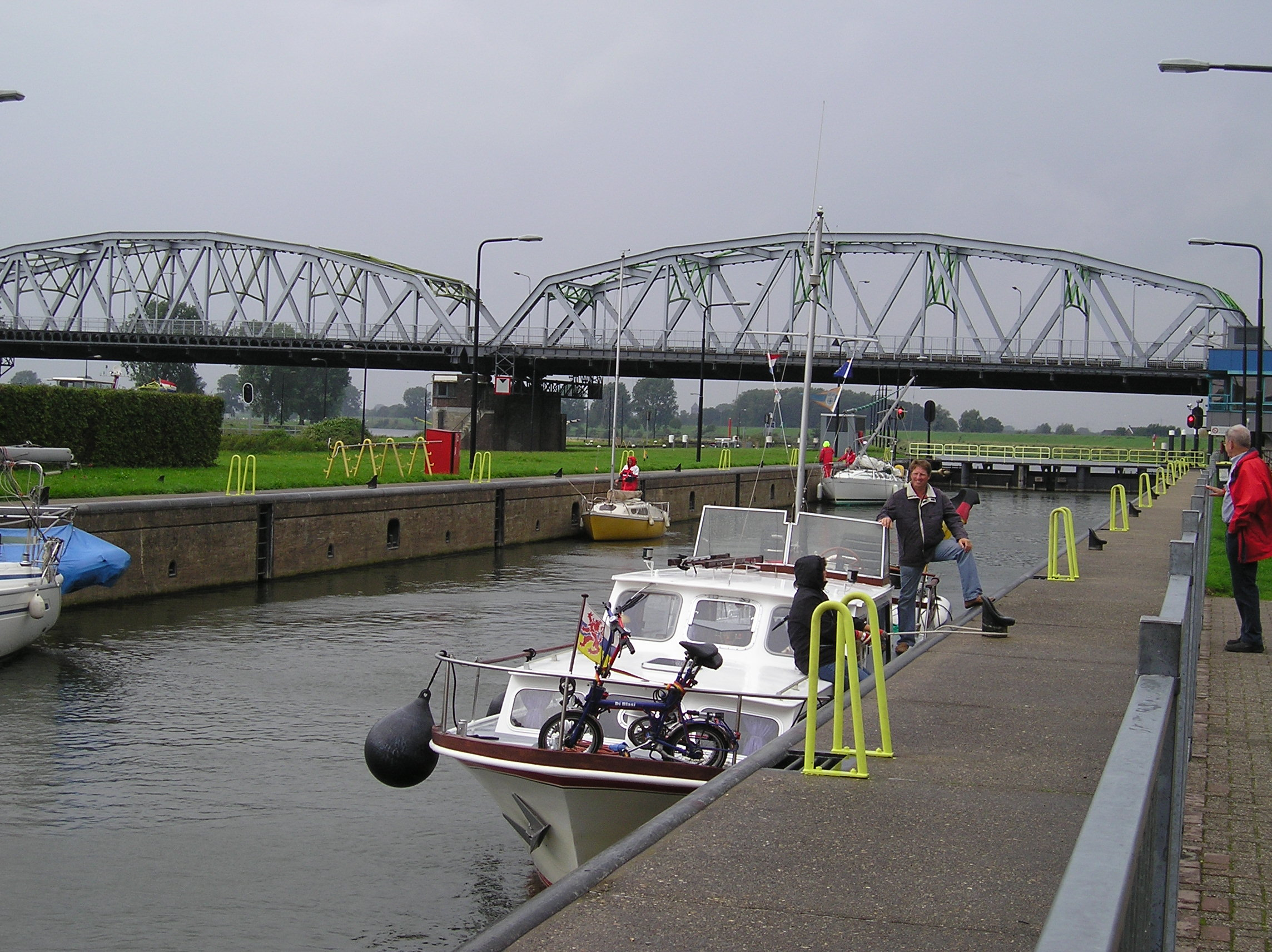
Шлюз каналу